# NGC 5789
NGC 5789 ist eine Balkenspiralgalaxie vom Hubble-Typ SBd im Sternbild Bärenhüter am Nordsternhimmel, sie ist schätzungsweise 85 Millionen Lichtjahre von der Milchstraße entfernt. 
Sie wurde am 21. Mai 1802 von Wilhelm Herschel mit einem 18,7-Zoll-Spiegelteleskop entdeckt, der sie dabei mit „eF, S, iF“ beschrieb.